# 東清鉄道

東清鉄道周辺の路線図

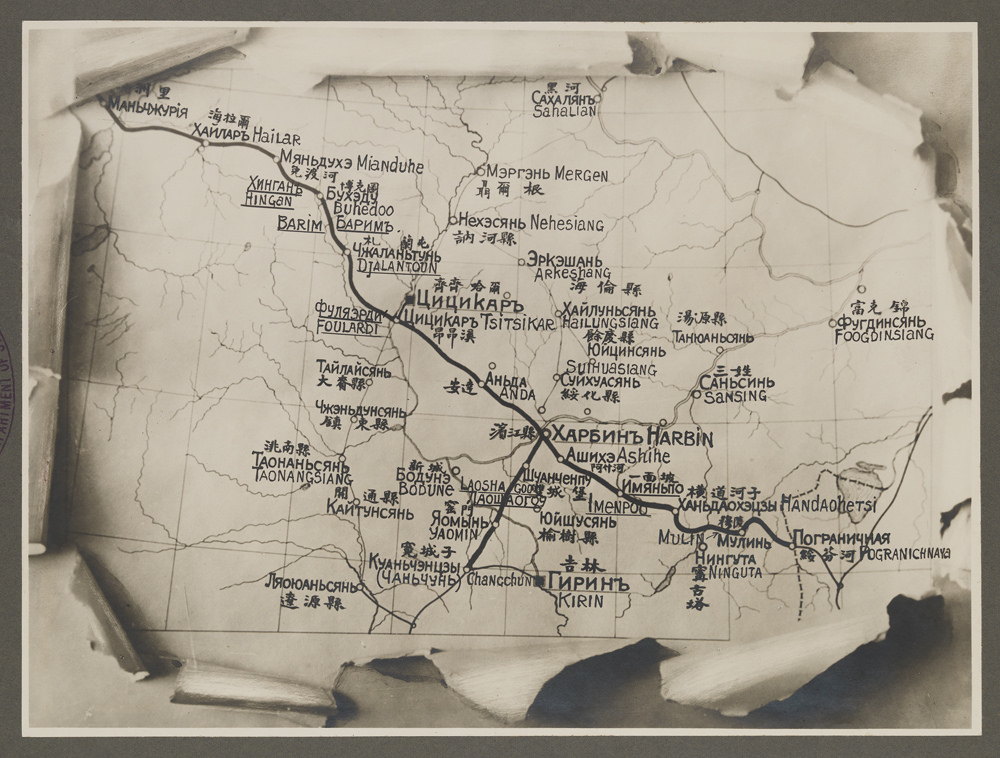
1903-1919年頃の路線図

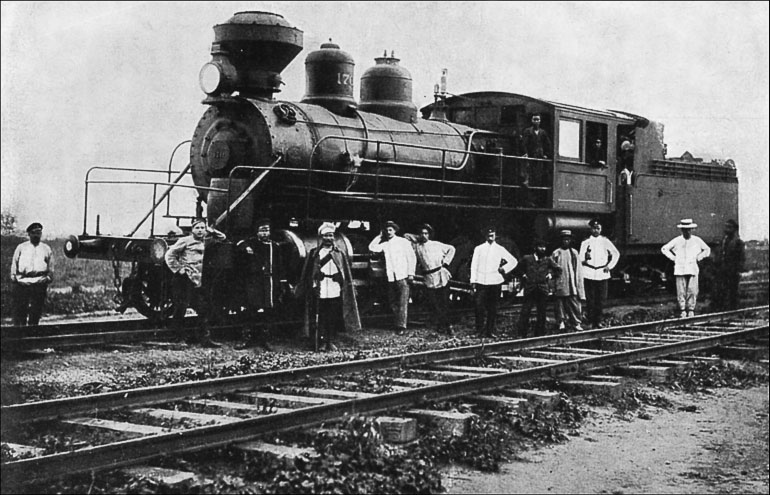
1900年前後

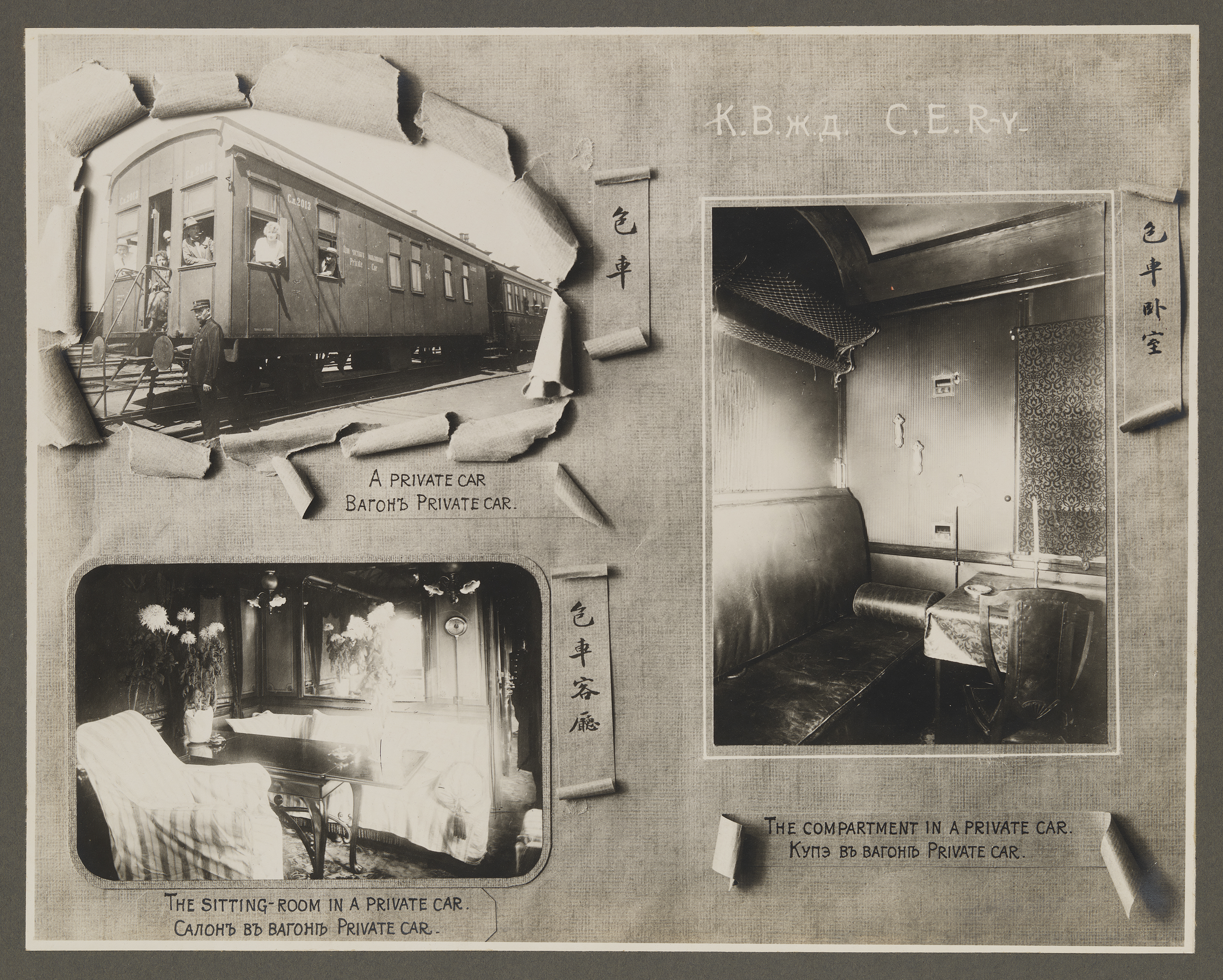
私有車（寝台車）客室内部。1903-1919年

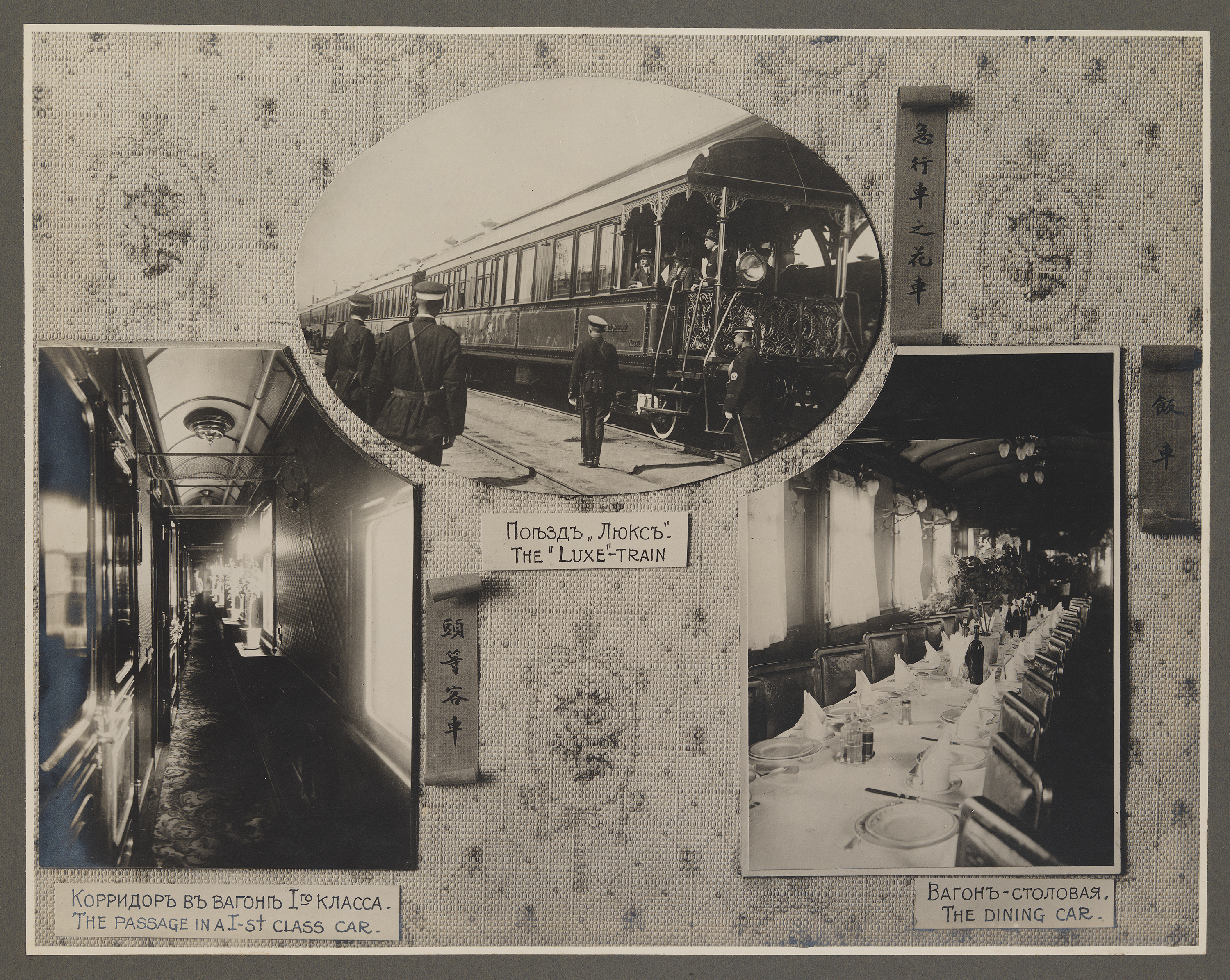
一等寝台車と食堂車。1903-1919年

東清鉄道（とうしんてつどう）は、ロシア帝国が満洲に建設した鉄道路線。満洲里からハルビンを経て綏芬河へと続く本線と、ハルビンから南下して大連・旅順へと続く支線からなる。後に中東鉄道（ちゅうとうてつどう）に改称された。
東清鉄道は、現在の中国の鉄道路線のうち浜洲線（ハルビン-満洲里）、浜綏線（ハルビン-綏芬河）、哈大線（ハルビン-大連）の各路線に相当する。

## 歴史

### ロシアによる敷設権獲得
ロシアは1891年2月にシベリア鉄道建設を正式決定し、5月より着工した。ロシアは、ドイツ、フランスと共に日清戦争（1894年7月 - 1895年4月）後に締結された下関条約により日本が獲得した遼東半島の領有を三国干渉によって阻止しており、その見返りとして清の李鴻章より満洲北部の鉄道敷設権を得ることに成功していた（露清密約、1896年6月3日）。その中でロシアは、建設困難なアムール川沿いではなく、チタから満洲北部を横断しウラジオストクに至る短絡線の敷設権を獲得し、1896年12月、露清銀行によって「中国東方鉄道株式会社」（ロシア語：Китайская Восточная железная дорога、略称：КВЖД）、清国側の名称では「大清東省鉄路」という鉄道会社が設立された。経営の最高機関は、ロシア帝国の首都サンクトペテルブルクに置かれた理事会で、ロシア大蔵省が理事を任命した。このように、表向きは露清合弁であったが、ロシアの発言権が強く、清国は経営に直接関与できなかった。この時、露清銀行から供与された資金は、フランスの投資家からロシア政府に貸し付けた4億ポンドからのもので、これによって露仏同盟が結ばれた。

### シベリア鉄道の建設
ロシア帝国西部の鉄道網と極東ロシアの港町ウラジオストクを結ぶ鉄道の建設は1891年に始まり、東西から工事が進められた。1897年にウスリー線（ウラジオストク〜ハバロフスク）が開通、続く1898年には中部シベリア線（オビ〜イルクーツク）、1900年にはザバイカル線（ムィソーヴァヤ〜スレチェンスク）もそれぞれ開通した。バイカル湖南岸は断崖絶壁の区間が数百km続く難所で工事は大幅に遅れた。このため、暫定的にバイカル湖を横断する鉄道連絡船を開設して鉄道車両を輸送することになった。この区間は1904年完成。最後まで未完成区間として残っていたアムール川を渡るハバロフスク橋は1916年に完成した。

### 東清鉄道の建設

社旗（1897年-1915年）

1897年にルートが選定され、工事は翌年から開始された。中国人労働者（苦力）が大量に投入された。
東清鉄道本線は満洲里からグロデコヴォ間1510kmで、1901年に完成した。シベリア鉄道と連結させるために西側は満洲里とキタイスキ・ラズエズトーを結ぶザバイカル鉄道355km（完成1901年）、東側はグロデコヴォ駅とウスリースク駅を結ぶウスリー鉄道97km（完成1903年）も建設された。並行するシベリア鉄道は難工事区間が多く建設は難航したが、平坦な東北平原を通る東清鉄道は短期間で完成し、シベリア鉄道の「短絡線」として機能した。
1898年3月、旅順大連租借条約が結ばれると、ハルビンから大連、旅順に至る南満洲支線の敷設権も獲得した。南満洲支線772kmは1903年1月に完成した。

### 日本への一部譲渡

社旗（1915年-1925年）

最後の大興安嶺トンネルが完成し、シベリア鉄道と完全に連結したのは1904年2月、日露戦争勃発直前であった。ロシアが敗北した後の1905年9月5日、ポーツマス条約により長春以南の南満洲支線は日本に譲渡され南満洲鉄道（満鉄）となった。1911年、辛亥革命によって清朝が倒れ中華民国が成立しても、ロシアによる東清鉄道の利権は継承された。

### ソビエト連邦による利権の継承
1917年にロシアで起こった十月革命以後、ペテルブルクの理事会は機能を停止し、現地の最高責任者であるホルヴァート管理局長が実権を握った。彼が1920年に中国軍に放逐されると、奉天軍閥が影響力を強める。また1919年から1922年にかけては、日米などが参加した連合国鉄道管理委員会がその経営に干渉した。特に、ハルビンに駐在した委員会技術部長のスティーブンスは、革命後の混乱した経営の立て直しに辣腕をふるった。
ソビエト連邦（ソ連）も、1919年の第一次カラハン宣言でいったんは東清鉄道を放棄することを表明したにもかかわらず、方針を転換させ、北京政府や奉天軍閥に経営への参入を粘り強く求めた。1924年5月、中ソ両国は国交回復のための協定に調印し、この中で東清鉄道の利権を確認した（北京協定）。また同協定に不満を持つ東三省の張作霖政権は北京政府とは別に、同年9月奉ソ協定を結んだ。1925年1月20日、日ソ基本条約が締結された。

社旗（1925年-1932年）

1925年4月9日、ソ連側が権限を超越して第九十四号命令を行ったため、中華民国側が反発した。
1928年、張作霖爆殺事件。
1929年7月、張作霖の跡を継いだ張学良はソ連側の協定違反を理由に鉄道権益の武力回収を試みるも、ソ連軍の攻撃に敗北した（中ソ紛争）。勝利したソ連は、1929年12月に結ばれたハバロフスク議定書（zh、ru）で、回収された利権の原状回復を認めさせ、鉄道の運行も翌年から平常化した。一方、国民政府は議定書を奉天軍閥の越権行為と見なし批准しなかった。そのため、中ソ両国の直接交渉がモスクワで始まり、中国側は鉄道の売却を迫ったが、1931年の満洲事変の勃発により交渉は打ち切られる。

### 満洲国への売却

社旗（1932年-1935年）

1932年に満洲国が成立すると、ソ連は満洲国を承認しなかったものの、東清鉄道は事実上の満洲国とソ連の合弁となり、1933年には満洲国交通部がその名称を北満鉄路に変更した。日本はソ連との衝突を避けるため鉄道の売却を提案したが両者の間で長らく価格で折り合いが付かず、ようやく1935年3月になってソ連は満洲国と北満鉄道讓渡協定を結んで北満鉄路全線の利権を満洲国に売却し、満洲から撤退した。こうして旧・東清鉄道は満洲国有鉄道となり、経営は満鉄に委託された。また、軌間も1937年まではロシア建設時の広軌（1,520mm）であったが、満鉄に合わせて標準軌（1,435mm）に改軌された。

### ソ連の対日参戦と戦後
1945年8月、ソ連が対日参戦し満洲に侵攻すると、北満鉄路および南満洲鉄道を接収し、これらを併せて中国長春鉄路とした。また同月、ソ連は蔣介石政権と中ソ友好同盟条約を結び、同鉄道を30年間共同使用することを認めさせた。
しかし1949年共産党政権が成立すると、その翌年に同盟条約を改訂し（中ソ友好同盟相互援助条約）、その付属協定「長春鉄道・旅順・大連協定」により、長春鉄道の中国側への返還が決定された。